# Longuenesse
Longuenesse est une commune française située dans le département du Pas-de-Calais en région Hauts-de-France. Ses habitants sont appelés les Longuenessois. La commune est le siège de la communauté d'agglomération du Pays de Saint-Omer.
Le territoire de la commune est situé dans le parc naturel régional des Caps et Marais d'Opale.

## Géographie

### Localisation
Localisée dans le nord-est du département du Pas-de-Calais et bordée, au nord, par le fleuve l'Aa, Longuenesse est une commune urbaine limitrophe, au nord, de la commune de Saint-Omer (chef-lieu d'arrondissement).
Le territoire de la commune est limitrophe de ceux de six communes.
Les communes limitrophes sont Arques, Blendecques, Saint-Martin-lez-Tatinghem, Saint-Omer, Wisques et Wizernes.

### Géologie et relief
La superficie de la commune est de 8,4 km2 ; son altitude varie de 3  à   79 mètres.

### Hydrographie

#### Réseau hydrographique
La commune est située dans le bassin Artois-Picardie. Elle est drainée par l'Aa, le fossé des Madeleines, le Fort Maillebois, le Sainte-Catherine et le Saint-Roch,,.

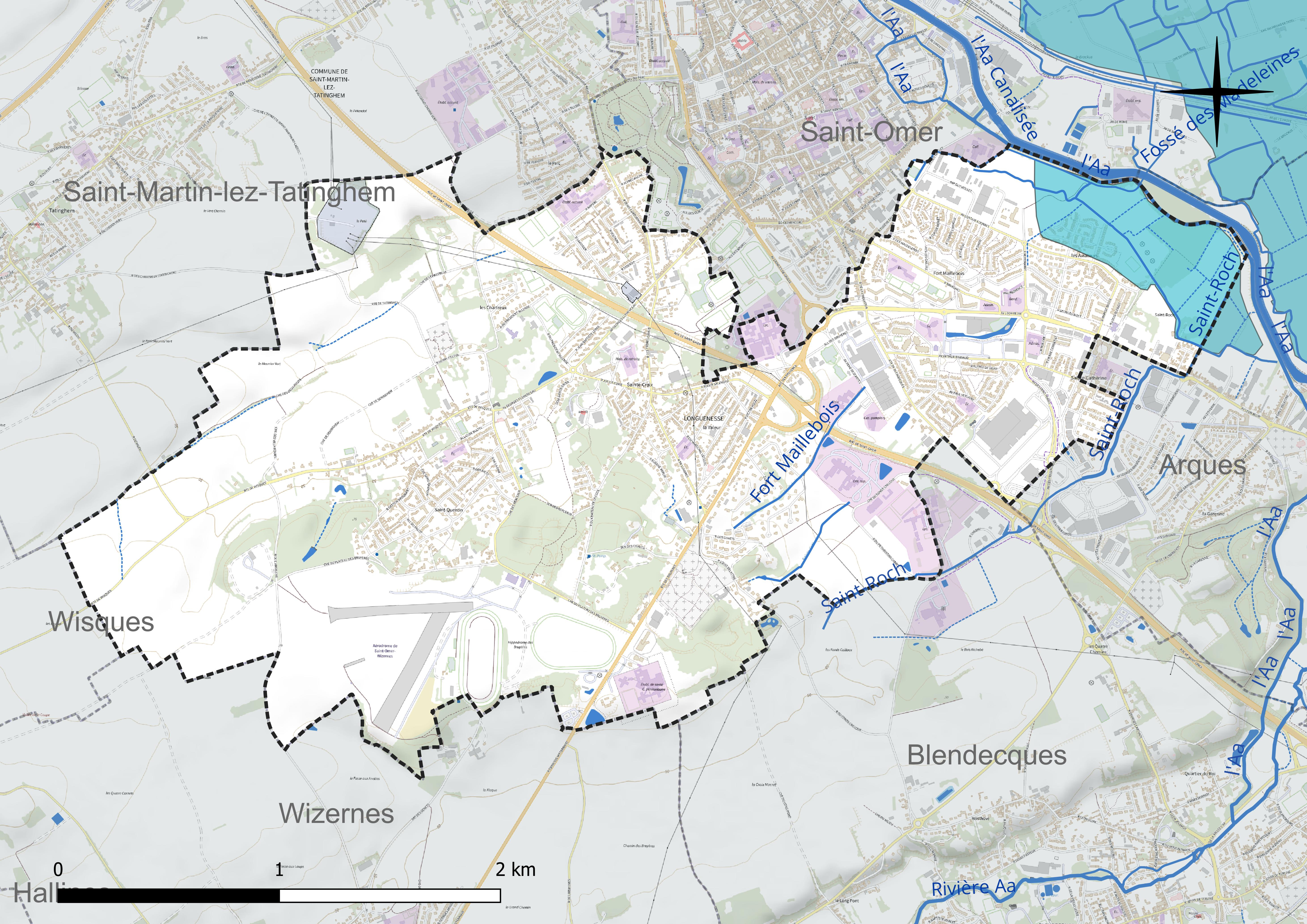
Réseau hydrographique de Longuenesse.

#### Gestion et qualité des eaux
Le territoire communal est couvert par le schéma d'aménagement et de gestion des eaux (SAGE) « Audomarois ». Ce document de planification concerne un territoire de 662 km2 de superficie, délimité par le bassin versant de l'Aa et sa zone d'étalement : le marais audomarois. Le périmètre a été arrêté le 4 février 1994 et le SAGE proprement dit a été approuvé le 31 mars 2005, puis révisé le 15 janvier 2013, puis le 21 novembre 2021. La structure porteuse de l'élaboration et de la mise en œuvre est le syndicat mixte pour l'aménagement et la gestion des eaux de l'Aa (SmageAa).
La qualité des cours d'eau peut être consultée sur un site dédié géré par les agences de l'eau et l'Agence française pour la biodiversité.

### Climat
Pour des articles plus généraux, voir Climat des Hauts-de-France et Climat du Pas-de-Calais.
En 2010, le climat de la commune est de type climat océanique franc, selon une étude du CNRS s'appuyant sur une série de données couvrant la période 1971-2000. En 2020, Météo-France publie une typologie des climats de la France métropolitaine dans laquelle la commune est exposée à un climat océanique et est dans la région climatique Côtes de la Manche orientale, caractérisée par un faible ensoleillement (1 550 h/an) ; forte humidité de l'air (plus de 20 h/jour avec humidité relative > 80 % en hiver), vents forts fréquents.
Pour la période 1971-2000, la température annuelle moyenne est de 10,4 °C, avec une amplitude thermique annuelle de 13,2 °C. Le cumul annuel moyen de précipitations est de 840 mm, avec 13,1 jours de précipitations en janvier et 8,3 jours en juillet. Pour la période 1991-2020, la température moyenne annuelle observée sur la station météorologique la plus proche, située sur la commune de Watten à 11 km à vol d'oiseau, est de 11,3 °C et le cumul annuel moyen de précipitations est de 822,8 mm,. Pour l'avenir, les paramètres climatiques de la commune estimés pour 2050 selon différents scénarios d'émission de gaz à effet de serre sont consultables sur un site dédié publié par Météo-France en novembre 2022.

### Milieux naturels et biodiversité

#### Espaces protégés et gérés
La protection réglementaire est le mode d'intervention le plus fort pour préserver des espaces naturels remarquables et leur biodiversité associée.
Dans ce cadre, la commune fait partie de plusieurs espaces protégés : 
- le parc naturel régional des Caps et Marais d'Opale, d'une superficie de 132 499 ha réparties sur 154 communes, géré par le syndicat mixte d'aménagement et de gestion du parc naturel régional des caps et marais d'Opale[16].
- le marais audomarois avec :
  - la réserve de biosphère, zone tampon, d'une superficie de 3 082 ha, géré par le syndicat mixte du parc naturel régional des Caps et marais d'Opale et la communauté d'agglomération du Pays de Saint-Omer[17],
  - la réserve de biosphère, zone de transition, d'une superficie de 18 303 ha, géré par le syndicat mixte du parc naturel régional des Caps et marais d'Opale et la communauté d'agglomération du Pays de Saint-Omer[18],
  - la zone humide protégée par la convention de Ramsar, d'une superficie de 3 737 ha[19].

#### Zone naturelle d'intérêt écologique, faunistique et floristique
L'inventaire des zones naturelles d'intérêt écologique, faunistique et floristique (ZNIEFF) a pour objectif de réaliser une couverture des zones les plus intéressantes sur le plan écologique, essentiellement dans la perspective d'améliorer la connaissance du patrimoine naturel national et de fournir aux différents décideurs un outil d'aide à la prise en compte de l'environnement dans l'aménagement du territoire.
Le territoire communal comprend une ZNIEFF de type 2 : la moyenne vallée de l'Aa et ses versants entre Remilly-Wirquin et Wizernes. La moyenne vallée de l'Aa et ses versants représentent un remarquable ensemble écologique associant des habitats très différents constituant des complexes de végétations souvent complémentaires.

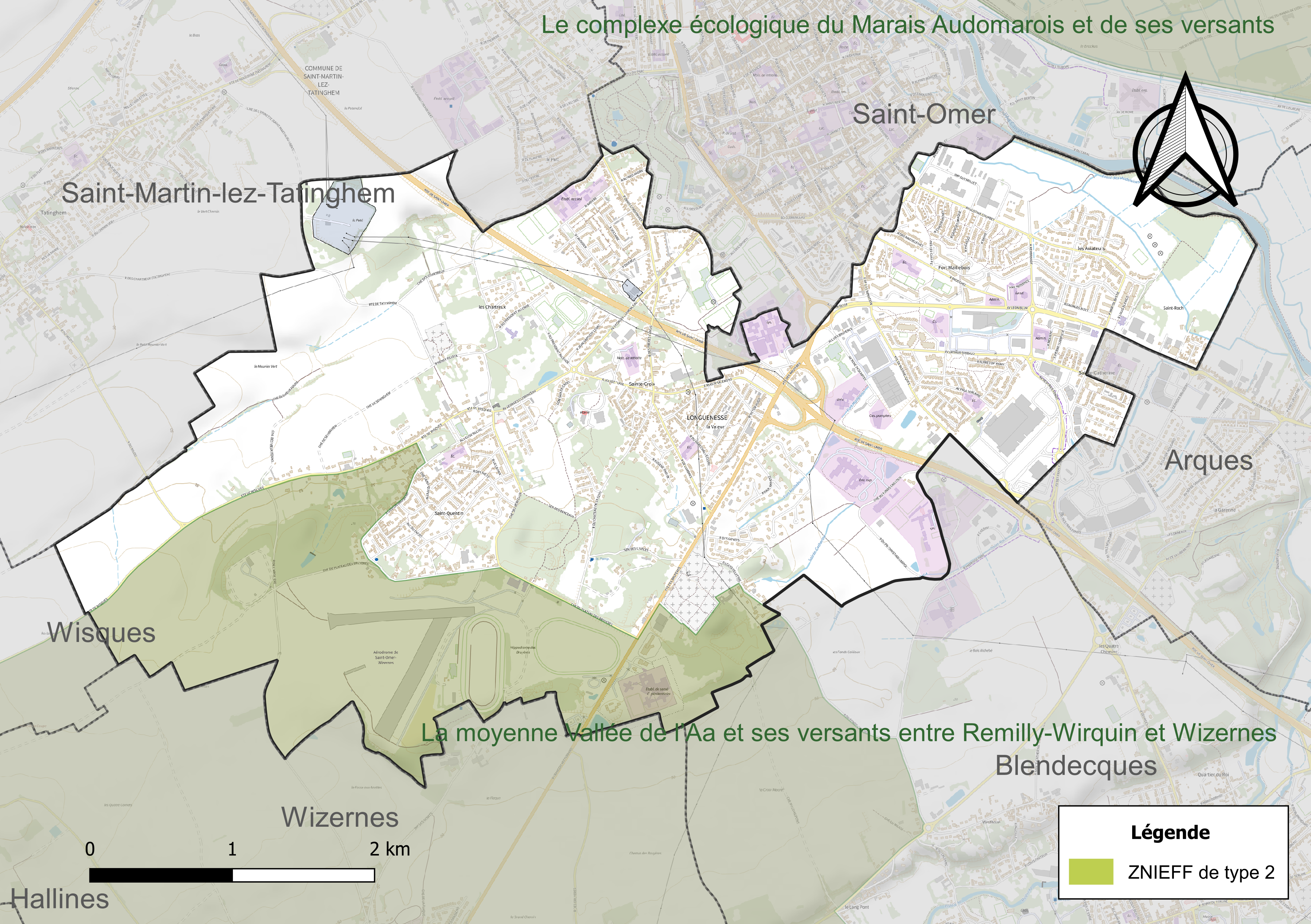
Carte de la ZNIEFF sur la commune.

#### Espèces faunistiques et floristiques
L'Inventaire national du patrimoine naturel (INPN) recense plusieurs espèces faunistiques et floristiques sur le territoire de la commune dont certaines sont protégées et d'autres menacées et quasi-menacées.

### Voies de communication et transports
Longuenesse est située dans l'agglomération de Saint-Omer, à quelques kilomètres au sud du marais audomarois et en limite du parc naturel régional des Caps et Marais d'Opale. Elle est limitrophe des villes d'Arques à l'est et de Saint-Omer au nord-ouest. De typologie urbaine, le bâti existant se situe le long de la route en continuité de ces deux villes (au nord de la rocade), ainsi qu'autour du centre (au sud de la rocade).
La rocade de Saint-Omer permet l'accès à l'autoroute A26, en direction de Béthune, Lille ou Reims à l'est, et de Calais au nord-ouest. On peut également rejoindre, depuis Longuenesse, la RN 42 vers Boulogne-sur-Mer.
La gare ferroviaire la plus proche est celle de Saint-Omer. Longuenesse est desservie par les bus du réseau Mouvéo organisé par la CAPSO (communauté d'agglomération du Pays de Saint-Omer). Elle est également desservie par les lignes du réseau interurbain Oscar et par les lignes du réseau interurbain Arc-en-Ciel 1. De nombreuses venelles maillent les quartiers ; une piste cyclable longe également la route entre Saint-Omer et Arques.

## Urbanisme

### Typologie
Au 1er janvier 2024, Longuenesse est catégorisée centre urbain intermédiaire, selon la nouvelle grille communale de densité à sept niveaux définie par l'Insee en 2022.
Elle appartient à l'unité urbaine de Saint-Omer, une agglomération inter-départementale regroupant 23  communes, dont elle est ville-centre,,. Par ailleurs la commune fait partie de l'aire d'attraction de Saint-Omer, dont elle est une commune du pôle principal,. Cette aire, qui regroupe 79 communes, est catégorisée dans les aires de 50 000 à moins de 200 000 habitants,.

### Occupation des sols
L'occupation des sols de la commune, telle qu'elle ressort de la base de données européenne d'occupation biophysique des sols Corine Land Cover (CLC), est marquée par l'importance des territoires artificialisés (55,7 % en 2018), en augmentation par rapport à 1990 (48,4 %). La répartition détaillée en 2018 est la suivante : 
zones urbanisées (43,1 %), terres arables (26,3 %), espaces verts artificialisés, non agricoles (9,3 %), forêts (8,3 %), zones agricoles hétérogènes (5,7 %), prairies (3,9 %), zones industrielles ou commerciales et réseaux de communication (3,3 %). L'évolution de l'occupation des sols de la commune et de ses infrastructures peut être observée sur les différentes représentations cartographiques du territoire : la carte de Cassini (XVIIIe siècle), la carte d'état-major (1820-1866) et les cartes ou photos aériennes de l'IGN pour la période actuelle (1950 à aujourd'hui).

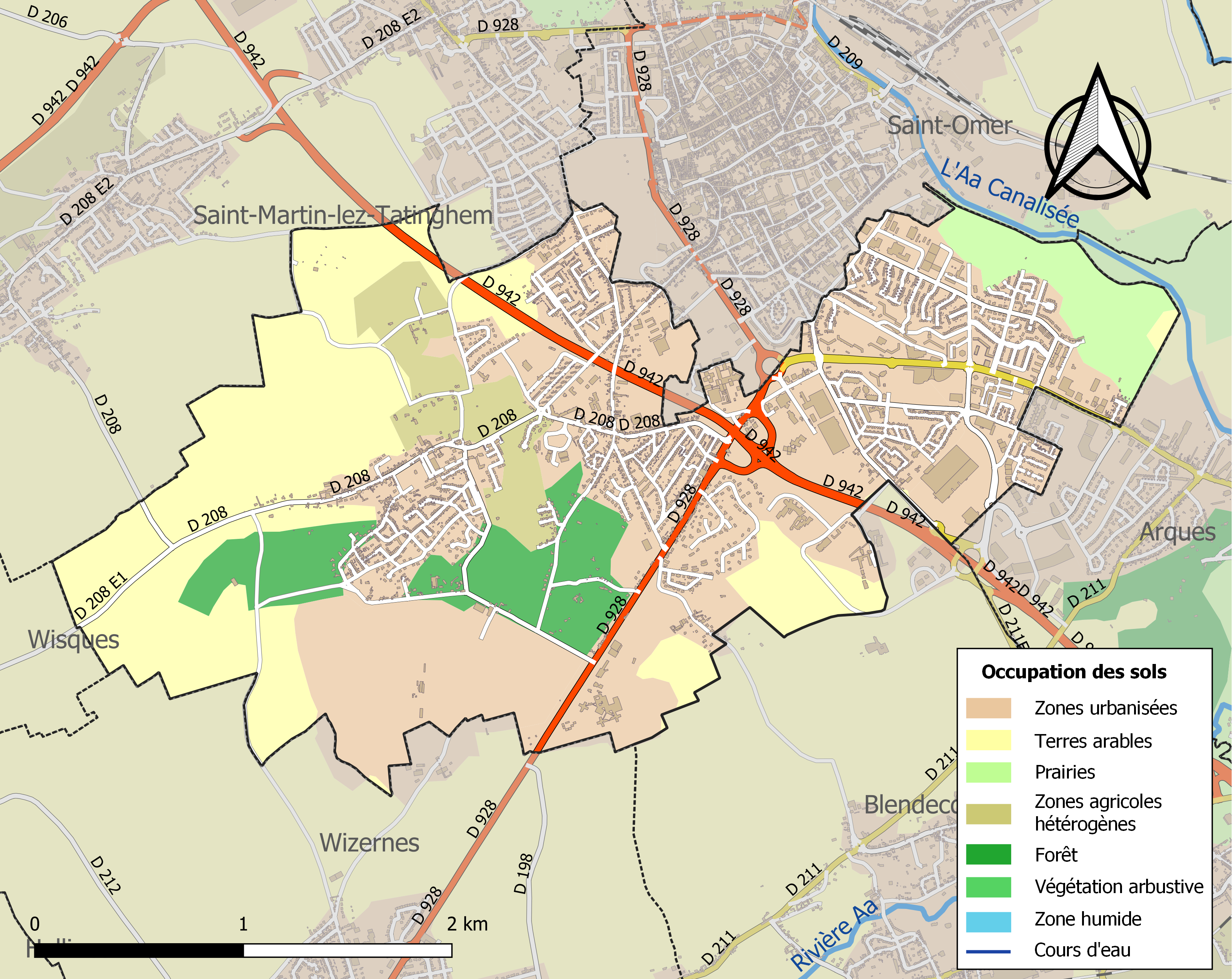
Carte des infrastructures et de l'occupation des sols de la commune en 2018 (CLC).

### Logement
En 2021, le nombre total de logements dans la commune était de 4 673, alors qu'il était de 4 694 en 2015 et de 4 582 en 2010
, soit une progression du nombre total de logements de 2,0 % depuis 2010.
Parmi ces 4 673 logements, 94,9 % étaient des résidences principales, (soit 4 434 logements), 0,6 % des résidences secondaires et 4,5 % des logements vacants. Ces logements étaient pour 65,0 % d'entre eux des maisons individuelles et pour 34,6 % des appartements.
Sur les 4 434 résidences principales, 53,8 % sont occupées par des propriétaires,  43,8 % par des locataires et 2,4 % par des personnes logées gratuitement.
Le tableau ci-dessous présente la typologie des logements à Longuenesse en 2021 en comparaison avec celle du Pas-de-Calais et de la France entière. Une caractéristique marquante du parc de logements est ainsi la faible proportion des résidences secondaires et logements occasionnels (0,6 %) par rapport au département (6,5 %) et à la France entière (9,7 %) ainsi que d'une proportion de logements vacants (4,5 %) inférieure à celle du département (7,3 %) et de la France entière (8,1 %).
| Typologie                                               | Longuenesse | Pas-de-Calais | France entière |
| ------------------------------------------------------- | ----------- | ------------- | -------------- |
| Résidences principales (en %)                           | 94,9        | 86,1          | 82,2           |
| Résidences secondaires et logements occasionnels (en %) | 0,6         | 6,5           | 9,7            |
| Logements vacants (en %)                                | 4,5         | 7,3           | 8,1            |

### Lieux-dits, hameaux et écarts
L'un des quartiers se nomme La Malassise.

### Politique de la ville
La ville bénéficie d'un dispositif de politique de la ville, avec, en 2013, une dotation de solidarité urbaine de 1,334 million d'euros.

## Toponymie
Le nom de la localité est attesté sous les formes Loconesse en 877 ; Loconessaen 1040 ; Longanessa en 1095 ; Locanes en 1107 ; Loganessa en 1093 ; Longenesse en 1144 ; Longhenese en 1159-1166 ; Longhenesse en 1264 ; Longhenessa en 1273 ; Longuenesse en 1300 ; Longuenesse en 1793 puis 1801.
La terminaison -nesse, issue du vieux saxon ness, næss, signifie « promontoire ».

## Histoire
Longuenesse dispose d'un aérodrome qui a joué un rôle important lors de la Première Guerre mondiale.

## Politique et administration

### Découpage territorial
La commune se trouve dans l'arrondissement de Saint-Omer du département du Pas-de-Calais.

#### Commune et intercommunalités
La commune a fondé en 1962, avec Saint-Omer, le District urbain, dont les compétences portaient essentiellement sur le logement et l'assainissement. De nouvelles communes progressivement et la structure prend en 1972 la dénomination de District de la région de Saint-Omer, avant de se transformer, le 1er janvier 2001, en communauté d'agglomération sous le nom de communauté d'agglomération de Saint-Omer (CASO).
La CASO fusionne avec ses voisines pour former, le 1er janvier 2017, la communauté d'agglomération du Pays de Saint-Omer (CAPSO), dont la commune accueille le siège. Elle regroupe 53 communes et compte 104 937 habitants en 2021.

#### Circonscriptions administratives
La commune faisait partie depuis 1801 du canton de Saint-Omer-Sud. Dans le cadre du redécoupage cantonal de 2014 en France, la commune intègre le canton de Saint-Omer.

#### Circonscriptions électorales
Pour l'élection des députés, la commune fait partie depuis 2012 de la huitième circonscription du Pas-de-Calais.

### Élections municipales et communautaires

#### Liste des maires
| Période                                  | Période                    | Identité           | Étiquette    | Qualité |
| ---------------------------------------- | -------------------------- | ------------------ | ------------ | --- |
| Les données manquantes sont à compléter. |                            |                    |              | |
| 1878                                     | 1904                       | Félix Platiau      | Républicain  | Fabricant de sucre, conseiller d'arrondissement (1892 → 1904) Président du conseil d'arrondissement de Saint-Omer                                                                          |
| Les données manquantes sont à compléter. |                            |                    |              | |
| 1927                                     | 1935                       | Alfred Manessier   |              | |
| Les données manquantes sont à compléter. |                            |                    |              | |
| 1944                                     | mars 1977                  | Paul Lemaire       | SFIO puis PS | Inspecteur des PTT Conseiller général de Saint-Omer-Nord (1970 → 1982) |
| mars 1977                                | 1990                       | François Wulles    | DVG-PS       | |
| 1990                                     | 23 mai 2020                | Jean-Marie Barbier | PS           | Enseignant retraité Conseiller général de Saint-Omer-Sud (2001 → 2015) Président de la CA de Saint-Omer (1995 → 2008) Vice-président de la CAPSO (2017 → ) Réélu pour le mandat 2014-2020, |
| 23 mai 2020                              | En cours (au 25 mars 2022) | Christian Coupez   | PS           | Ancien cadre, |

### Jumelages
La commune est jumelée avec :
| Ville | Ville   | Pays | Pays     | Période     |
| ----- | ------- | ---- | -------- | ----------- |
|       | Vedrin, |      | Belgique | depuis 1975 |

## Équipements et services publics

### Espaces publics
La commune est labellisée « 2 fleurs » au concours des villes et villages fleuris.

### Enseignement
La commune est située dans l'académie de Lille et dépend, pour les vacances scolaires, de la zone B.
- le collège et le lycée d'enseignement scientifique et technologique Blaise-Pascal, préparant aux baccalauréats S, STI2D (anciennement STI), ST2S et STL ainsi que plusieurs BTS
- les écoles primaires George-Sand, Léon-Blum, Centre, Jean-Jaurès, Louis-Pasteur et Paul-Verlaine
- l'école maternelle Louis-Blériot
- le collège-lycée La Malassise, établissement privé[45]
- l'école d'ingénieurs du Littoral-Côte-d'Opale (EILCO), ancienne école privée reconnue par l'État en 5 ans, intégrée à l'ULCO depuis 2011
- l'école supérieure de commerce international du Pas-de-Calais (ESCIP), également une ancienne école privée reconnue par l'État, intégrée à l'ULCO depuis 2013[46].

### Santé
Deux centres de soins sont à disposition des habitants : le centre hospitalier de la région de Saint-Omer, sis à Helfaut, et la clinique privée de Saint-Omer, sise à Blendecques.

## Population et société

### Démographie
Les habitants sont appelés les Longuenessois.

#### Évolution démographique
L'évolution du nombre d'habitants est connue à travers les recensements de la population effectués dans la commune depuis 1793. Pour les communes de plus de 10 000 habitants les recensements ont lieu chaque année à la suite d'une enquête par sondage auprès d'un échantillon d'adresses représentant 8 % de leurs logements, contrairement aux autres communes qui ont un recensement réel tous les cinq ans,.

En 2022, la commune comptait 10 559 habitants, en évolution de −4,26 % par rapport à 2016 (Pas-de-Calais : −0,72 %, France hors Mayotte : +2,11 %).
| 1793 | 1800 | 1806 | 1821 | 1831 | 1836 | 1841 | 1846 | 1851 |
| ---- | ---- | ---- | ---- | ---- | ---- | ---- | ---- | ---- |
| 333  | 383  | 376  | 466  | 570  | 621  | 672  | 701  | 722  |

| 1856 | 1861 | 1866 | 1872 | 1876 | 1881  | 1886  | 1891  | 1896  |
| ---- | ---- | ---- | ---- | ---- | ----- | ----- | ----- | ----- |
| 730  | 812  | 900  | 927  | 978  | 1 011 | 1 104 | 1 119 | 1 205 |

| 1901  | 1906  | 1911  | 1921  | 1926  | 1931  | 1936  | 1946  | 1954  |
| ----- | ----- | ----- | ----- | ----- | ----- | ----- | ----- | ----- |
| 1 227 | 1 111 | 1 151 | 1 342 | 1 366 | 1 311 | 1 513 | 1 706 | 2 245 |

| 1962  | 1968  | 1975  | 1982   | 1990   | 1999   | 2006   | 2011   | 2016   |
| ----- | ----- | ----- | ------ | ------ | ------ | ------ | ------ | ------ |
| 3 623 | 4 794 | 9 397 | 11 970 | 12 604 | 12 518 | 11 372 | 11 081 | 11 029 |

| 2021   | 2022   | - | - | - | - | - | - | - |
| ------ | ------ | - | - | - | - | - | - | - |
| 10 568 | 10 559 | - | - | - | - | - | - | - |

#### Pyramide des âges
En 2018, le taux de personnes d'un âge inférieur à 30 ans s'élève à 36,5 %, soit en dessous de la moyenne départementale (36,7 %). À l'inverse, le taux de personnes d'âge supérieur à 60 ans est de 26,6 % la même année, alors qu'il est de 24,9 % au niveau départemental.
En 2018, la commune comptait 5 495 hommes pour 5 241 femmes, soit un taux de 51,18 % d'hommes, largement supérieur au taux départemental (48,50 %).
Les pyramides des âges de la commune et du département s'établissent comme suit.
| Hommes | Classe d’âge | Femmes |
| ------ | ------------ | ------ |
| 0,5    | 90 ou +      | 1,7    |
| 4,8    | 75-89 ans    | 7,8    |
| 16,7   | 60-74 ans    | 21,8   |
| 18,5   | 45-59 ans    | 20,2   |
| 19,6   | 30-44 ans    | 15,4   |
| 22,4   | 15-29 ans    | 16,8   |
| 17,5   | 0-14 ans     | 16,2   |

| Hommes | Classe d’âge | Femmes |
| ------ | ------------ | ------ |
| 0,5    | 90 ou +      | 1,6    |
| 5,6    | 75-89 ans    | 8,9    |
| 16,7   | 60-74 ans    | 18,1   |
| 20,2   | 45-59 ans    | 19,2   |
| 18,9   | 30-44 ans    | 18,1   |
| 18,2   | 15-29 ans    | 16,2   |
| 19,9   | 0-14 ans     | 17,9   |

### Sports et loisirs
La ville reçoit l'un des seuls clubs de VTT de descente (DH) au nord de Paris : Six2Ride. Le club est affilié au BMX club de Longuenesse.
Plusieurs sports sont praticables à Longuenesse, comme le football (Jeunesse Sportive Longuenesse : JSL) ,le handball (HBLM) ainsi que le basket ball (club du Longuenesse Basket Club ou LBC).
Il existe différents équipements sportifs (terrains sportifs, salles...).
Depuis 2015, le complexe multi-activités SCENEO accueille des spectacles, conventions ou séminaires, mais contient également un complexe aquatique.

### Cultes
Trois lieux de culte catholique sont en fonctionnement. Ils font partie du diocèse d'Arras et de la paroisse Saint-Benoît en Morinie.

## Économie

### Revenus de la population et fiscalité
En 2021, la commune compte 4 239 ménages fiscaux, regroupant 9 441 personnes.
Le revenu fiscal médian par ménage, le taux de pauvreté des ménages et la part des ménages fiscaux imposés de la commune, du département du Pas-de-Calais et de la métropole sont les suivants :
- le revenu fiscal médian par ménage de la commune est de 19 380 €, inférieur à celui du département du Pas-de-Calais (20 720 €) et inférieur à celui de la France métropolitaine (23 080 €)[Insee 6],[Insee 7],[Insee 8] ;
- le taux de pauvreté des ménages de la commune est de 23 %, de 18,4 % au niveau du département et de 14,9 % au niveau de la métropole[Insee 9],[Insee 10],[Insee 11] ;
- la part des ménages fiscaux imposés dans la commune est de 40 %, de 44,1 % au niveau du département et de 53,4 % au niveau de la métropole[Insee 6],[Insee 7],[Insee 8].

### Emploi
|                       | 2010   | 2015   | 2021   |
| --------------------- | ------ | ------ | ------ |
| Commune               | 19,0 % | 22,4 % | 20,4 % |
| Département           | 15,4 % | 17,7 % | 14,7 % |
| France métropolitaine | 11,6 % | 13,7 % | 11,7 % |

En 2021, la population âgée de 15 à 64 ans s'élève à 6 546 personnes, parmi lesquelles on compte 59,8 % d'actifs (47,6 % ayant un emploi et 12,2 % de chômeurs) et 40,2 % d'inactifs,. En 2021, le taux de chômage communal (au sens du recensement) des 15-64 ans est supérieur à celui du département et supérieur à celui de la France métropolitaine.
La commune fait partie du pôle principal de l'aire d'attraction de Saint-Omer,. Elle compte 4 883 emplois en 2021, contre 4 646 en 2015 et 4 255 en 2010. Le nombre d'actifs ayant un emploi résidant dans la commune est de 3 162, soit un indicateur de concentration d'emploi de 154,4 et un taux d'activité parmi les 15 ans ou plus de 45,3 %.
Sur ces 3 162 actifs de 15 ans ou plus ayant un emploi, 834 travaillent dans la commune, soit 26 % des habitants. Pour se rendre au travail, 79,3 % des habitants utilisent une voiture, un camion ou une fourgonnette, 4,9 % les transports en commun, 12,6 % s'y rendent en deux-roues, à vélo ou à pied et 3,2 % n'ont pas besoin de transport (travail au domicile).

### Entreprises et commerces

#### Agriculture
La commune est dans le « Haut-pays d'Artois », une petite région agricole dans le département du Pas-de-Calais. En 2020, l'orientation technico-économique de l'agriculture  sur la commune est la polyculture et/ou le polyélevage. 
|               | 1988 | 2000 | 2010 | 2020 |
| ------------- | ---- | ---- | ---- | ---- |
| Exploitations | 18   | 11   | 5    | 4    |
| SAU (ha)      | 315  | 211  | 104  | 87   |

Le nombre d'exploitations agricoles en activité et ayant leur siège dans la commune est passé de 18 lors du recensement agricole de 1988  à 11 en 2000 puis à 5 en 2010 et enfin à 4 en 2020, soit une baisse de 78 %. La surface agricole utilisée sur la commune a également diminué, passant de 315 ha en 1988 à 87 ha en 2020. Parallèlement la surface agricole utilisée moyenne par exploitation a augmenté, passant de 18 à 22 ha,.

#### Activités hors agriculture
590 établissements marchands non agricoles sont économiquement actifs en 2022 à Longuenesse,,.
| Secteur d'activité                                                                                        | Commune | Commune | Département |
| Secteur d'activité                                                                                        | Nombre  | %       | %           |
| --- | ------- | ------- | ----------- |
| Ensemble                                                                                                  | 590     | 100 %   | (100 %)     |
| Industrie manufacturière, industries extractives et autres                                                | 26      | 4,4 %   | (6,8 %)     |
| Construction                                                                                              | 58      | 9,8 %   | (10,6 %)    |
| Commerce de gros et de détail, transports, hébergement et restauration                                    | 217     | 36,8 %  | (29,3 %)    |
| Information et communication                                                                              | 5       | 0,8 %   | (1,9 %)     |
| Activités financières et d'assurance                                                                      | 28      | 4,7 %   | (5,0 %)     |
| Activités immobilières                                                                                    | 24      | 4,1 %   | (4,9 %)     |
| Activités spécialisées, scientifiques et techniques et activités de services administratifs et de soutien | 89      | 15,1 %  | (14,2 %)    |
| Administration publique, enseignement, santé humaine et action sociale                                    | 94      | 15,9 %  | (16,8 %)    |
| Autres activités de services                                                                              | 49      | 8,3 %   | (10,5 %)    |

Le secteur du commerce de gros et de détail, transports, hébergement et restauration est prépondérant sur la commune puisqu'il représente 36,8 % du nombre total d'établissements de la commune (217 sur les 590 entreprises implantées  à Longuenesse), contre 29,3 % au niveau départemental.

## Culture locale et patrimoine

### Lieux et monuments

#### Monument historique
- La Ferme dite des Berceaux. Elle fait l'objet d'une inscription au titre des monuments historiques depuis le 4 mai 2019[57].

#### Base Mérimée
Les huit lieux suivants sont répertoriés à l'inventaire général du patrimoine architectural en France (base Mérimée) :
- Le centre pénitentiaire de Longuenesse ;
- Le collège et le lycée La Malassise ;
- Les résidences Romain Roland, Jacques Prévert, Albert Camus et Paul Éluard, modèle Innovation et Trirème ;
- la râperie Frédéric Platiau (râperie de betteraves comprenant logements, cour, atelier de fabrication...) fut construite fin XIXe - début XXe siècle ;
- la centrale électrique est actuellement magasin de commerce ;
- la chapelle Sainte-Catherine, dite relais Sainte-Catharine, fut construite de 1983 à 1987 ;
- la chapelle Sainte-Croix, dite chapelle de la Valeur, fut construite dans le 3e quart du XXe siècle ;
- le parc de l'ancienne abbaye est actuellement jardin public[58].

#### Autres lieux et monuments
- Les trois lieux de culte de Longuenesse, qui sont : l'église Saint-Quentin, le relais Sainte-Catherine et la chapelle du quartier de La Valeur.
- La chapelle Maris-Stella.
- Le cimetière communal, où reposent des travailleurs chinois employés par l'armée britannique durant la Première Guerre mondiale.
- Le monument aux morts communal, surmonté du coq gaulois, commémorant les guerres de 1914-1918, 1939-1944, avec des plaques pour les morts de 1870 et la guerre d'Algérie[59].
- le monument aux morts de la paroisse (plaquette) dans l'église, commémorant les morts de la guerre 1914-1918.
- Le monument aux morts de la Garnison, au cimetière communal.
- Longuenesse Souvenir Cemetery, cimetière militaire de la Commonwealth War Graves Commission.

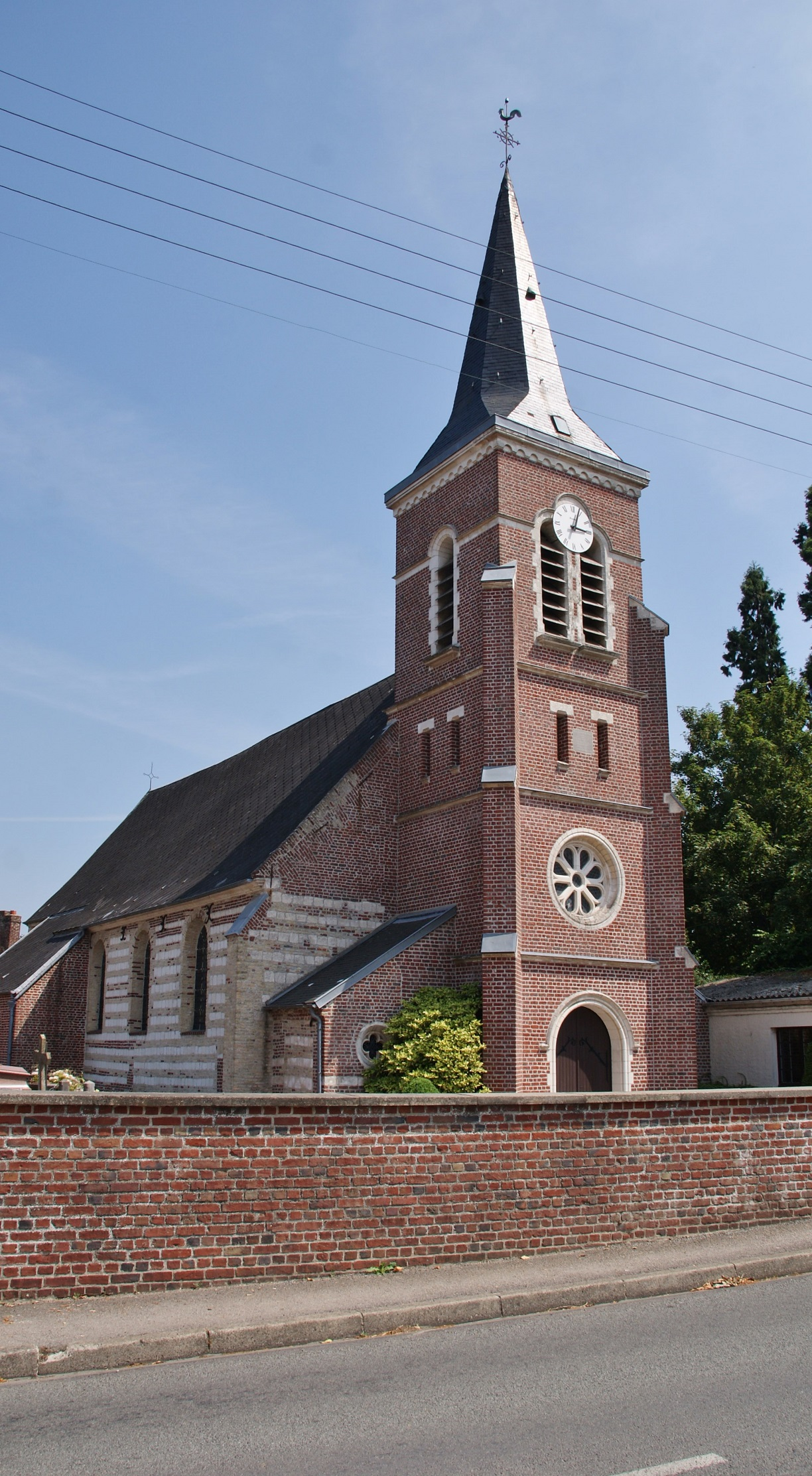
L'église Saint-Quentin.
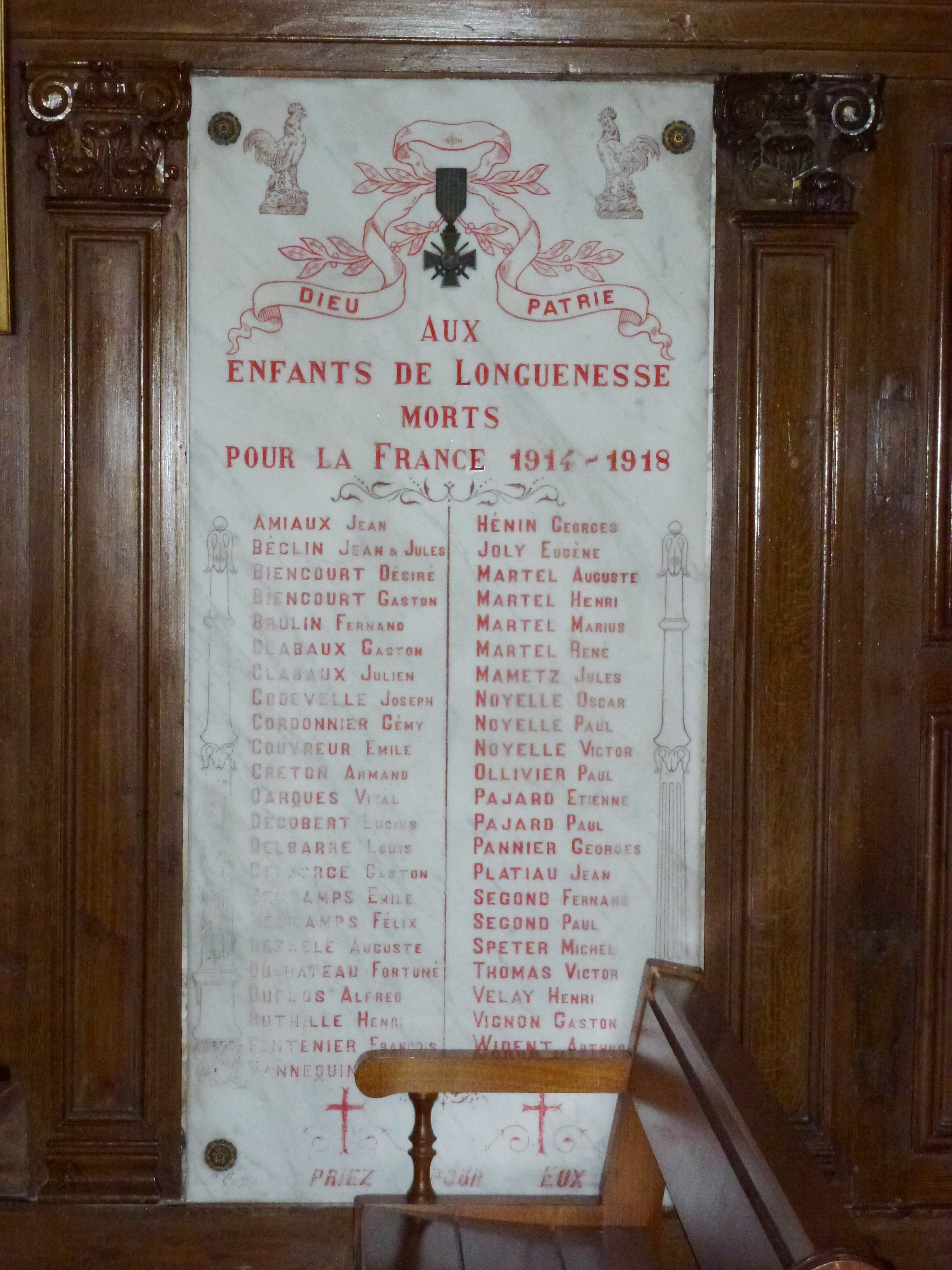
L'église Saint-Quentin, plaque des morts de 1914-1918.
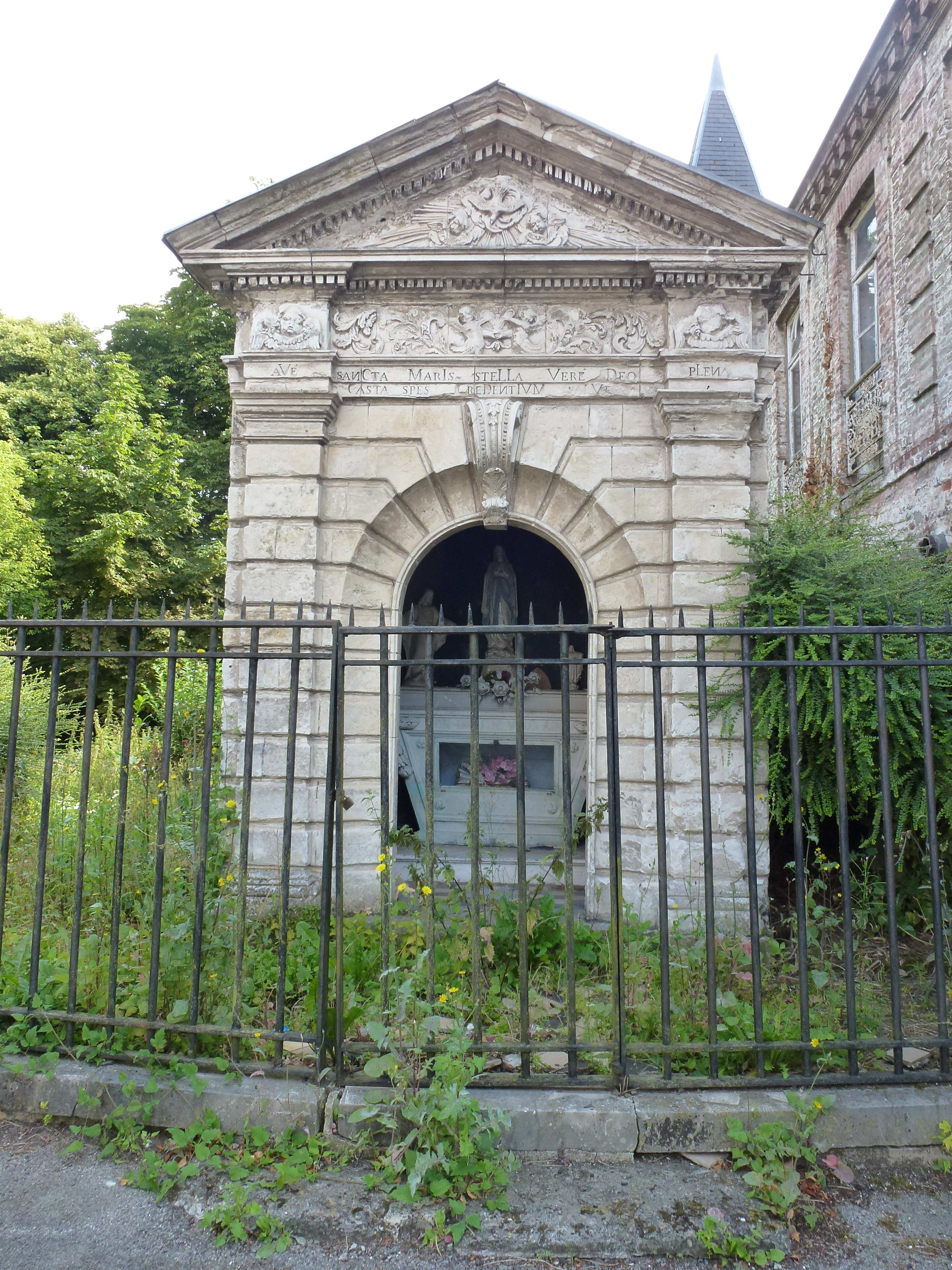
Chapelle Maris-Stella.

### La commune dans les arts
- 2023 : Première Affaire, film réalisé par Victoria Musiedlak, acteurs principaux Noée Abita et François Morel, scènes tournées au centre pénitentiaire de Longuenesse en novembre 2022[60].

### Personnalités liées à la commune
- Gaston Brogniart (1902-1943), né à Longuenesse, résistant des Forces françaises combattantes (FFC), arrêté au Touquet-Paris-Plage et fusillé par les allemands le 20 juillet 1943 au fort de Bondues (Nord), pour avoir caché un aviateur canadien. Une rue porte son nom à Longuenesse[61],[62].

### Héraldique
| Blason de Longuenesse | Blason  | D'azur à une colombe d'argent accompagnée de huit monts isolés de six coupeaux du même ordonnés en orle. |
| Blason de Longuenesse | Détails | Inspiré des armes de la chartreuse du Val de Sainte-Aldegonde, où les rochers ont été remplacés par des monts, la terminaison -nesse, issue du vieux saxon ness, næss, désignant un promontoire. Le statut officiel du blason reste à déterminer. |

## Pour approfondir

#### Bases de données, dictionnaires et encyclopédies
- Ressources relatives à la géographie :   - Insee (communes)
  - Ldh/EHESS/Cassini
- Ressource relative à plusieurs domaines :   - Annuaire du service public français
- Ressource relative à la musique :   - MusicBrainz
- Notice dans un dictionnaire ou une encyclopédie généraliste :   - Gran Enciclopèdia Catalana
- Notices d'autorité :   - BnF (données)